# ドレミファさまぁ〜ず♪
『ドレミファさまぁ～ず♪』は、テレビ東京系列で放送された、さまぁ〜ずと斉藤和義による音楽番組・バラエティ番組である。

## 出演者

### MC
- さまぁ〜ず（大竹一樹・三村マサカズ）
- 斉藤和義
- ローラ（第3弾）

### 進行
- 大堀恵（第1弾）
- 佐藤栞里（第2弾）
- 鷲見玲奈（テレビ東京アナウンサー、第3弾）

### ゲスト
第1弾
- 優香
- 大貫亜美（PUFFY）
- ROCKETMAN
- May J.

第2弾
- Chara
- 優香
- 大貫亜美（PUFFY）
- Ryoji（ケツメイシ）
- 木村カエラ
- flumpool
- 大江麻理子（テレビ東京アナウンサー）

第3弾
- Perfume

## ネット局

### 第1弾
| 対象対象地域   | 放送局         | 系列           | 放送日時                    | 遅れ       |
| -------------- | -------------- | -------------- | --------------------------- | ---------- |
| 関東広域圏     | テレビ東京     | テレビ東京系列 | 2012年7月18日 24:12 - 25:13 | 制作局     |
| 北海道         | テレビ北海道   | テレビ東京系列 | 2012年7月18日 24:12 - 25:13 | 同時ネット |
| 愛知県         | テレビ愛知     | テレビ東京系列 | 2012年7月18日 24:12 - 25:13 | 同時ネット |
| 大阪府         | テレビ大阪     | テレビ東京系列 | 2012年7月18日 24:12 - 25:13 | 同時ネット |
| 岡山県・香川県 | テレビせとうち | テレビ東京系列 | 2012年7月18日 24:12 - 25:13 | 同時ネット |

## スタッフ
- 構成：北本かつら、小高弘嗣、松本建一
- TD：近藤剛史
- VE：小峰信彦
- カメラ：田中圭介
- 音声：五十嵐公彦
- デザイン：薬王寺哲朗
- スタイリスト：高村純子
- メイク：山田かつら
- 電飾：テルミック
- 大道具：東宝舞台
- 小道具：テレフィット
- 楽器：サンフォニックス
- 協力：テクノマックス、テレビ東京アート、イシバシ楽器
- 音響効果：吉田塁
- 編集：村田清和（ザ・チューブ）
- MA：湯井浩司（ザ・チューブ）
- 番宣：梅山文都
- デスク：野中優、門田理紗
- AD：古東風太郎、内田愛美
- ディレクター：朝比奈諒
- 演出：福本俊二
- プロデューサー：清水俊雄、中村昌哉、坂本真起子
- 総合プロデューサー：伊藤隆行
- 制作協力：極東電視台
- 著作制作：テレビ東京